# Phanoperla wieng
Phanoperla wieng és una espècie d'insecte plecòpter pertanyent a la família dels pèrlids.

## Descripció
- Antenes de color marró, potes de marró clar i ales de marró fosc amb nervadura.
- El mascle fa 10 mm d'envergadura alar.[3]

## Distribució geogràfica
Es troba a Tailàndia.